# Catostemma digitata
Catostemma digitata là một loài thực vật có hoa trong họ Cẩm quỳ. Loài này được J.D.Sheph. & W.S.Alverson mô tả khoa học đầu tiên năm 1981.